# ソウ・マウン
ソウ・マウン（ミャンマー語: စောမောင်, ラテン文字転写: Saw Maung, 1928年12月5日 - 1997年7月24日）は、ミャンマーの軍人・政治家。民族はビルマ族。1988年から1992年にかけて国家法秩序回復評議会（SLORC）議長（国家元首）・首相・国防相を務め、独裁的な政治を行った。また、1988年から1991年までは外相も務めていた。

## 経歴・概要
1928年12月5日、上ビルママンダレーに生まれる。元電気技師。1949年ビルマ国軍に入る。1950年曹長になる。1952年ビルマ士官訓練校（OTS）を卒業し（第6期）少尉に任官する。1965年第5歩兵大隊副大隊長を経て、1967年少佐に昇進、第29歩兵大隊長、第47歩兵大隊長を歴任する。1970年北西軍管区第一作戦参謀。1972年北東軍管区副司令官。1975年第99歩兵師団長。1976年北部軍管区司令官。1979年南西軍管区司令官。1981年ビルマ国防省軍務局長。1983年陸軍参謀次長を経て1985年国軍総司令官となった。士官訓練学校（OTS）出身者初の国軍総司令官だった。

## 国家法秩序回復評議会（SLORC）議長
1988年、喫茶店でのちょっとした喧嘩をきっかけにミャンマー全土で民主化運動が巻き起こった。当初、平和的だったデモは、やがて略奪・放火などの暴力行為にエスカレートしていき、国軍のスパイの疑いをかけられた者が斬首されるという事件も多発。さらにビルマ共産党（CPB）がこれを奇貨として政権を掌握しようと、密かにデモ隊の中に工作員を紛れこませたり、アメリカの戦艦4隻が領海侵犯するという事態も生じた。これを重く見たソウマウンとキンニュンがネウィンに相談したところ、クーデターの決行を促され、9月18日、国軍はクーデターを決行し、国家秩序回復評議会（SLORC）を設置して、ソウマウンが議長に就任した。

軍政のトップだったが、次のような言葉を残して、外交は第1書記のキンニュンに一任していた。
キンニュン君、私はもうインタビューに答えない。君が代わりに話すべきことを話してくれ。私はもう説明しすぎて声が出ないから。彼らが我が国の内情を知らないから、説明してもわかってくれない。
キンニュンによれば、ソウマウンは非常に生真面目な人物で、部下の報告書は丹念に読んでコメントを付け、深夜まで仕事や読書をしていたのだという。しかし、そのような性格が災いしたのか、次第に奇行が目立つようになり、常に腰にピストルを入れたベルトを巻き、座っている時には、机の上にピストルを置くようになった。テレビ演説でパガン朝のチャンシッタ王の話を繰り返したり、自分は黒魔術師ではないと言ったり、当時自ら発動した戒厳令を「無法に等しい」と述べたり、意味不明な言動を繰り返したこともあった。

1991年2月のイギリスの『タイム誌』には次のような記事が載っている。
駐在外交官らによれば、ソウマウン将軍の精神状態が疑わしいことは、数ヶ月前から広く知られていた。ソウマウン将軍がとりとめもなく、辻褄の合わない演説をするようになったのがきっかけだった。暴力を振るうようになったので、しばらく入院させされた。家具を蹴ったり、自分の体を物に打ちつけたりして負傷したともいわれる。ヤンゴンを訪問した外国高官の中には、ソウマウンは歯痛のため面会できないと言われた人もいる。
キンニュンとタンシュエがネウィンに相談したところ、タンシュエと交代するようにアドバイスされ、後日、SLORCのメンバーと閣僚を集めて、SLORC議長職をソウマウンからタンシュエに交代することが決定された。
1997年7月24日、心臓発作のため死去。68歳。

## 関連事項
- ミャンマー軍
- ミャンマー内戦